# László Bodrogi

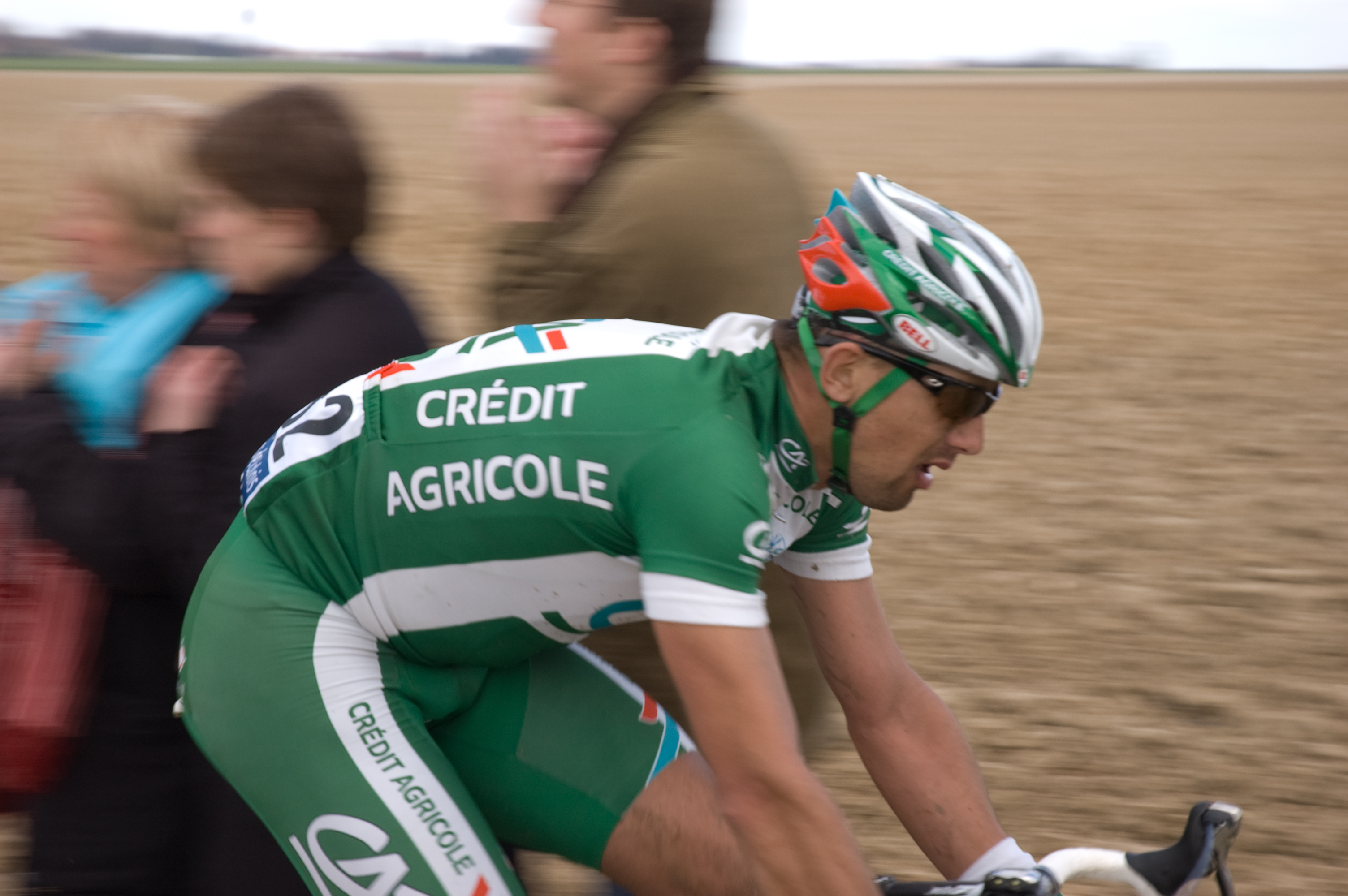
Laszlo Bodrogi durant Paris-Roubaix 2008

László Bodrogi, né le 11 décembre 1976 à Budapest, est un coureur cycliste né hongrois et naturalisé français en 2008. Il a fait ses débuts professionnels en 2000 au sein de l'équipe Mapei. László Bodrogi totalise 26 victoires dans sa carrière professionnelle, la plupart ayant été remportées contre-la-montre. Dans ce type d’épreuve, il a été vice-champion du monde en 2007 et dix fois champion de Hongrie sur route.

## Biographie
László Bodrogi naît le 11 décembre 1976 à Budapest, en Hongrie. Il arrive en France durant son enfance avec son père, médecin, venu s'installer près de Besançon,.
Il court à l'AC Besançon puis au CC Étupes. 
En 2000, il devient professionnel chez Mapei. László Bodrogi totalise 26 victoires dans sa carrière professionnelle, la plupart ayant été remportées contre-la-montre.
Il est naturalisé français le 24 juillet 2008 et il participe à ses premiers championnats de France à la fin du mois de juin 2010. Il prend la troisième place de l'épreuve du contre-la-montre. 
En 2011 et 2012, il court au sein de l'équipe Type 1. Il termine notamment cinquième du Paris-Tours et troisième du Tour du Poitou-Charentes au cours de cette période. Il ne trouve pas de contrat professionnel pour l'année 2013 et met fin à sa carrière.
Il réside dans le Jura. 

## Palmarès
- 1995
  - 3e du championnat de Hongrie sur route
- 1996
  -  Champion de Hongrie sur route
  -  Champion de Hongrie du contre-la-montre
  - 4e étape du Tour de Hongrie
  - 2e du Chrono des Nations espoirs
- 1997
  -  Champion de Hongrie du contre-la-montre
  - Dijon-Auxonne-Dijon
  - 3e étape du Tour de la Haute-Marne
  - 3e étape des Boucles de la Mayenne
  - 2e étape du Tour du Doubs (contre-la-montre)
  - 2e de Bourg-Oyonnax-Bourg
  - 2e de Paris-Roubaix espoirs
  - 2e du Grand Prix des Nations espoirs
  -  Médaillé d'argent du championnat du monde espoirs du contre-la-montre
  - 2e du Chrono des Nations espoirs
  - 3e du championnat de Hongrie sur route
  - 4e du championnat d'Europe du contre-la-montre espoirs
- 1998
  -  Champion de Hongrie du contre-la-montre
  - Grand Prix de Saint-Étienne Loire
  - Chrono champenois
  - Trophée Mavic
  - 2e du championnat de Hongrie sur route
  - 2e du Chrono des Nations espoirs
  -  Médaillé de bronze du championnat d'Europe du contre-la-montre espoirs
- 1999
  - Boucles de l'Essonne :
    - Classement général
    - 2 étapes

  - 2 étapes du Tour de la Manche
  - Tour de Gironde
  - 3 étapes des Boucles de la Mayenne
  - 2e étape du Tour de la Porte Océane
  - 2e du Tour du Charolais
  - 2e du Trio normand
- 2000
  -  Champion de Hongrie sur route
  -  Champion de Hongrie du contre-la-montre
  - Prologue du Tour d'Argentine
  - 5e étape du Tour de Normandie
  - Prologue du Tour de Slovénie
  - 2e étape du Tour de l'Avenir (contre-la-montre)
  - Duo normand (avec Daniele Nardello)
  -  Médaillé de bronze du championnat du monde du contre-la-montre
  - 3e du Chrono des Herbiers
  - 3e du Grand Prix des Nations
- 2001
  -  Champion de Hongrie du contre-la-montre
  - Giro Riviera Ligure Ponente :
    - Classement général
    - 3e étape

  - 4e étape du Tour de Suède
  - Tour de l'Alentejo :
    - Classement général
    - 5e étape (contre-la-montre)

  - 3e et 7e (contre-la-montre) étapes du Tour de l'Avenir
  - 2e du Grand Prix des Nations
  - 2e du Chrono des Herbiers
  - 5e du championnat du monde du contre-la-montre
- 2002
  -  Champion de Hongrie du contre-la-montre
  - Prologue de Paris-Nice
  - 4eb étape du Tour du Danemark (contre-la-montre)
  - Grand Prix Eddy Merckx (avec Fabian Cancellara)
  - 2e du Grand Prix des Nations
  - 2e d'À travers les Flandres
  - 2e du Mémorial Fausto Coppi (contre-la-montre)
  - 3e du Tour du Danemark
  - 4e du championnat du monde du contre-la-montre
- 2003
  -  Champion de Hongrie du contre-la-montre
  - 2e de Paris-Bruxelles
  - 2e du Grand Prix Eddy Merckx (avec Michael Rogers)
- 2004
  -  Champion de Hongrie du contre-la-montre
  - 3eb étape des Trois Jours de La Panne (contre-la-montre)
- 2005
  - Classement général du Tour de Luxembourg
  - 2e du Tour de Vendée
- 2006
  -  Champion de Hongrie sur route
  -  Champion de Hongrie du contre-la-montre
  - 6e étape du Tour d'Autriche (contre-la-montre)
- 2007
  -  Champion de Hongrie du contre-la-montre
  - Chrono des Herbiers
  -  2e du championnat du monde du contre-la-montre
  - 2e du championnat de Hongrie sur route
- 2008
  -  Champion de Hongrie du contre-la-montre
  - 2e du Tour du district de Santarém
- 2010
  - 3e du championnat de France du contre-la-montre
- 2012
  - 3e du Tour du Poitou-Charentes

## Résultats sur les grands tours

### Tour de France
3 participations
- 2002 : 62e
- 2003 : 108e
- 2005 : 119e

### Tour d'Italie
1 participation
- 2007 : 84e

### Tour d'Espagne
3 participations
- 2004 : abandon (10e étape)
- 2006 : 76e
- 2007 : non-partant (18e étape)

## Classements mondiaux
| Année              | 2006 | 2007 | 2008 | 2009 | 2010 | 2011 | 2012 |
| ------------------ | ---- | ---- | ---- | ---- | ---- | ---- | ---- |
| Classement ProTour | 197e | 117e |      |      |      |      |      |
| UCI Europe Tour    |      |      |      |      |      | 222e | 178e |